# Sterkh
El Sterkh era un sistema ruso de búsqueda y rescate basado en satélites, el cual formaba parte del sistema internacional COSPAS-SARSAT.

## Características
El sistema Sterkh se desarrolló como un reemplazo del antiguo sistema Nadezhda. A diferencia de sus predecesores, los satélites Sterkh no llevaban sistemas de navegación, ya que GLONASS se había hecho cargo de esta función. Los satélites Sterkh eran más pequeños que sus predecesores y estaban diseñados para ser lanzados como cargas útiles secundarias junto con otros satélites.
Los satélites tenían una masa de 160 kg. Sus dimensiones totales eran 750 x 1350 x 2000 mm en condiciones de transporte y 976 x 2957 x 10393 mm en condiciones operativas, con los paneles solares abiertos y la barra gravitacional desplegada. Los satélites incorporaban el sistema de rescate radio embarcado RK-SM. Se esperaba que tuvieran una vida útil operativa de 5 años. Los satélites fueron diseñados y fabricados por Production Corporation Polyot.
El primer satélite de la serie, el Sterkh-1, fue lanzado el 21 de julio de 2009 a bordo de un cohete Kosmos-3M junto con un satélite Parus.
El Sterkh-2 fue lanzado el 17 de septiembre de 2009 en un cohete Soyuz-2.1b junto con otros 7 satélites.